# 山口県道121号羅漢山公園宇佐郷線
山口県道121号羅漢山公園宇佐郷線（やまぐちけんどう121ごう らかんざんこうえんうさごうせん）は、山口県岩国市を通る一般県道である。

## 概要
羅漢山（標高1,108.9 m）中腹から岩国市錦町大原に至る。

### 路線データ
- 起点：岩国市美和町秋掛（羅漢山中腹）
- 終点：岩国市錦町大原（広島県道・山口県道119号佐伯錦線交点）

## 歴史
- 1980年（昭和55年）12月9日 - 山口県告示第1,213号により認定される。
- 2006年（平成18年）3月20日 - 岩国市と玖珂郡に属する町村（和木町を除く）が対等合併して改めて岩国市が設置されたことに伴い全線が岩国市域のみを通る路線になり、併せて起終点の地名表記が変更される。

## 地理

### 通過する自治体
- 岩国市

### 交差する道路
| 交差する道路                    | 交差する場所 | 交差する場所 |
| ------------------------------- | ------------ | ------------ |
| 広島県道・山口県道119号佐伯錦線 | 錦町大原     | 終点         |

### 沿線
- 羅漢山
- 羅漢山青少年旅行村
- らかん高原オートキャンプ場
- 羅漢山ハイランドスキー場